# 小瑞奇·威克斯
小瑞奇·達涅爾·威克斯（英語：Rickie Darnell Weeks Jr.，1982年9月13日—），為前美國職棒大聯盟的二壘手，生涯曾效力過釀酒人、水手、響尾蛇與光芒等隊。他在2011年入選明星賽。目前他在釀酒人擔任協調教練。

## 職業生涯

### 密爾瓦基釀酒人
2003年美國職棒大聯盟選秀，威克斯以選秀榜眼之姿加盟釀酒人。
2003年–2009年
2003年9月15日，威克斯成功登上大聯盟。他在前兩年多待在3A，一直到2005年才站穩腳步。這年他雖然受到拇指傷勢困擾，不過他依舊繳出2成39的打擊率，並敲出16轟與15次盜壘成功。2006年，他的打擊率為2成79，並敲出8轟與34分打點。2007年7月31日，他因為手腕受傷導致打擊率低於2成，因此被下放3A。
2008年，他的守備率9成75為國聯二壘手最低，15次守備失誤為國聯二壘手最多。但他在上壘後有著46.6%的得分率，為國聯次高。
2008年國聯分區賽第一場，威克斯因為發生關鍵失誤導致球隊輸球。第三場，威克斯在跑壘時傷到膝蓋，導致缺席剩餘季後賽。2009年2月3日，威克斯和釀酒人簽下1年245萬美元的合約。同年初，棒球數據專家比爾·詹姆斯認為威克斯不適合擔任二壘手。
2009年4月，威克斯繳出2成81的打擊率，並敲出5轟。5月18日，他的左手腕發生肌肉撕裂傷，導致他剩餘球季報銷。
2010年–2014年
2010年6月12日，威克斯敲出生涯500安。這年他的打擊率為2成69，並敲出生涯最多的29轟與83分打點。2011年2月16日，他和釀酒人簽下4年3800萬美元的延長合約。這年他首度入選明星賽，並成為國聯先發二壘手。最後他整季的打擊率為2成69，並敲出20轟，WAR值高達3.3，為國聯第三佳。
2012年4月和5月，威克斯表現不佳，不過他在6月表現回穩。2013年，威克斯的各項進攻數據都寫下生涯新低，在8月甚至因為大腿後肌拉傷導致球季報銷。球隊也拉上新人二壘手Scooter Gennett頂替威克斯的位置。
2014年，威克斯和釀酒人的合約來到最後一年。這年他主要被球隊用來對付左投手，球季結束後，威克斯成為自由球員，結束他在釀酒人的10年生涯。

### 西雅圖水手
2015年2月13日，威克斯和水手簽下1年200萬美元的合約。不過他在水手獲得出賽機會不多，總計打擊率僅1成67。後來他在6月13日遭到球隊指定讓渡，21日被球隊釋出。

### 亞利桑那響尾蛇
2016年2月27日，他和響尾蛇簽下小聯盟合約。4月2日，他成功進入球隊的大聯盟名單內。

### 坦帕灣光芒
2017年2月3日，威克斯和光芒簽下小聯盟合約，並受邀參與大聯盟春訓。4月2日，球隊宣布他將和Logan Morrison輪流擔任先發一壘手。6月9日，威克斯因傷進入傷兵名單，並在24日被球隊釋出。這年他的打擊率為2成16，並敲出2轟。被三振率高達42.9%，為大聯盟球員最多。

## 生涯成績
| 出賽次數 | 打席  | 打數  | 得分 | 安打  | 二安 | 三安 | 全壘打 | 打點 | 盜壘 | 保送 | 三振  | 打擊率 | 上壘率 | 長打率 | OPS  |
| -------- | ----- | ----- | ---- | ----- | ---- | ---- | ------ | ---- | ---- | ---- | ----- | ------ | ------ | ------ | ---- |
| 1,324    | 5,112 | 4,417 | 733  | 1,087 | 219  | 33   | 161    | 471  | 132  | 522  | 1,230 | .246   | .344   | .420   | .764 |

## 個人生活
威克斯在2014年1月18日結婚，並育有1子1女。他的祖父是1940年代黑人聯盟的外野手，而他的妹妹是南方大學田徑隊的選手。他的弟弟Jemile在2008年投入大聯盟選秀，並在首輪第12順位被運動家選走。

## 外部連結
- 球員資訊和成績在MLB，ESPN，Baseball-Reference，Fangraphs（英文）
- 小瑞奇·威克斯在台灣棒球維基館上的頁面（繁體中文）